# 프레젠트 (이이즈카 마유미의 음반)
프레젠트(일본어: プレゼント)는 이이즈카 마유미의 3번째 미니 음반이다. 2005년 1월 3일에 도쿠마 저팬 커뮤니케이션즈에서 발매하였다.

## 해설
- 이이즈카 마유미의 3번째 미니앨범이다. 발매일이 그녀의 28번째 생일과 같다. 작사, 작곡 모두 스스로 도맡아 하는 등, 이이즈카 마유미의 독창성이 깊게 스며든 작품이다.
- "호시마이" (星舞)는 이이즈카 마유미의 작곡가로서의 예명이다.
- 패키지에 첨부되어 있는 응모권을 회신한 모두에게 싱글CD 《프레젠트》가 배송되었다. 응모접수는 종료되었다.
  - 수록곡은「프레젠트」이고 이이즈카 마유미가 작사하고, 호시마이가 작곡하였으며, 타쿠미 마사노리가 편곡하였다.

## 수록곡
( )안은 차례대로 작사, 작곡, 편곡.
1. 손가락 걸기/ゆびきり (이이즈카 마유미, 호시마이, 하세가와 토모키)
2. 한겨울의 세레나데/真冬のセレナーデ (이이즈카 마유미, 호시마이, 타쿠미 마사노리)
3. 사랑의 Ribbon/恋のRibbon (이이즈카 마유미, 호시마이, 타쿠미 마사노리)
4. 내일이 되면/明日になれば (이이즈카 마유미, 호시마이, 하세가와 토모키)
5. M (이이즈카 마유미, 호시마이, 하세가와 토모키)